# Hozelec
Hozelec (Hongaars: Ószelec, Duits: Hohesalz) is een Slowaakse gemeente in de regio Prešov, en maakt deel uit van het district Poprad.
Hozelec telt 862 inwoners.